# Testamento de Enrique VIII de Inglaterra

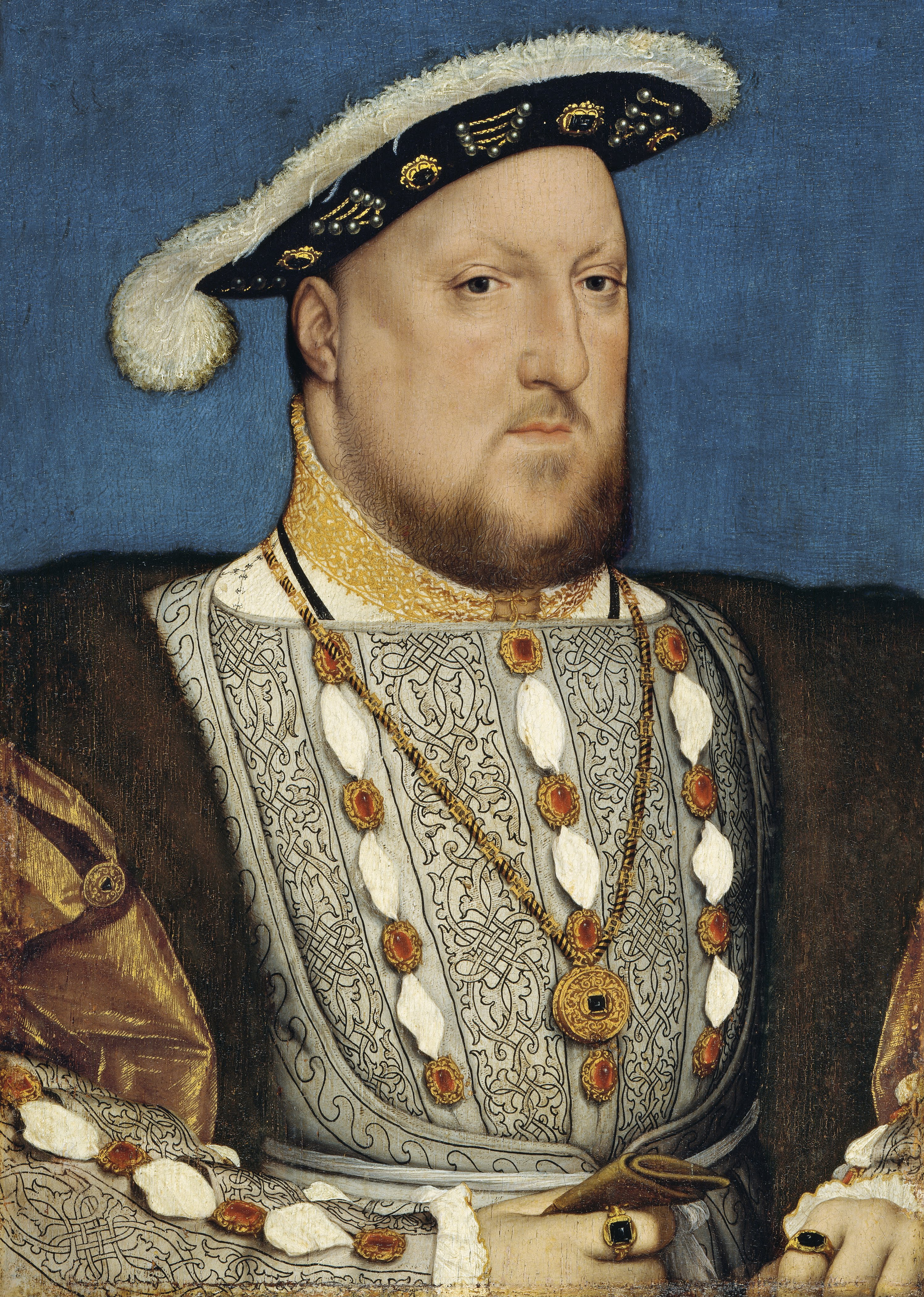
Enrique VIII de Inglaterra

El testamento de Enrique VIII de Inglaterra fue un documento constitucional significativo, o conjunto de documentos discutidos creados en las décadas de 1530 y 1540, que afectaron la política inglesa y escocesa durante el resto del siglo XVI. Junto con la legislación aprobada por el Parlamento inglés, se suponía que tendría un efecto regulador en la decisión de la sucesión de los tres siguientes monarcas de la Casa de Tudor, los tres hijos legítimos e ilegítimos (la Ley de Tercera Sucesión reconocía expresamente la ilegitimidad de las hijas de Enrique) del Rey Enrique VIII de Inglaterra. Su estatus legal y constitucional real fue muy debatido; y posiblemente la sucesión de la Casa de Estuardo al trono inglés después de Isabel I no respetó los deseos de Enrique.

## Último testamento
Enrique VIII hizo una revisión final a su último testamento el 30 de diciembre de 1546. Fue firmado utilizando el "sello seco", un dispositivo en uso desde 1545 y bajo el control de Anthony Denny y John Gates. Confirmó la línea de sucesión como un varón vivo y seis mujeres vivas. Comenzaba con:
1. Eduardo
2. María
3. Isabel
Luego las tres hijas de Frances Grey, Duquesa de Suffolk, quien era la segunda hija y la mayor de las hijas de la hermana menor de Enrique VIII, la princesa María:
4. Juana
5. Catalina
6. María
Finalmente, la hija de Leonor Clifford, Condesa de Cumberland, quien era la tercera hija y la menor de las hijas de la hermana menor del rey, la princesa María:
7. Margarita.
El testamento que contenía la línea de sucesión fue leído, sellado y sellado el 27 de enero de 1547, cuando el rey moribundo ya no podía hablar. Murió al cabo de unas horas, al día siguiente.
El documento todavía existe, pero este hecho no era generalmente conocido o aceptado en la década de 1560, cuando algunos creían que se había perdido o que había sido destruido.

## Albaceas
El testamento nombraba 16 albaceas, con poco impacto a corto plazo porque sus poderes se dieron a un grupo más pequeño. Fue oficialmente (con uno más) el consejo de Eduardo VI de Inglaterra hasta el 12 de marzo de 1547, cuando el protector Edward Somerset nominó al consejo. El fin efectivo del Protectorado de Somerset llegó a principios de 1550. Aquellos albaceas que aún estaban vivos (13 de los 16 originales, Browne, Denny y luego Wriothesley ya habían muerto) tuvieron un papel constitucional líder, en teoría desde el 13 de octubre de 1549.
Los albaceas eran:
|  | Nombre                                  | Posición/profesión                | Orientación religiosa   | Fecha de fallecimiento |
|  | --------------------------------------- | --------------------------------- | ----------------------- | ---------------------- |
|  | Thomas Bromley                          | Juez presidente del King's Bench  | (?, mayormente ausente) | 1555                   |
|  | Sir Anthony Browne                      | Cortesano                         | Católico                | 1548                   |
|  | Thomas Cranmer                          | Arzobispo de Canterbury           | Reformador              | 1556                   |
|  | Sir Anthony Denny                       | Cortesano                         | Reformador              | 1549                   |
|  | John Dudley                             | Líder militar                     | Reformador              | 1553                   |
|  | Sir William Herbert                     | Cortesano                         | Reformador              | 1570                   |
|  | Sir Edward Montague                     | Chief Justice of the Common Pleas | (?, mayormente ausente) | 1557                   |
|  | Sir Edward North                        | Abogado                           | Neutral                 | 1564                   |
|  | Sir William Paget                       | Político                          | Neutral                 | 1563                   |
|  | William Paulet, Barón St John of Basing | Político                          | Neutral                 | 1572                   |
|  | John Russell                            | Almirante                         | Reformador              | 1555                   |
|  | Edward Seymour, Conde de Hertford       | Líder militar                     | Reformador              | 1552                   |
|  | Cuthbert Tunstall                       | Obispo de Durham                  | Católico                | 1559                   |
|  | Sir Edward Wotton                       | Administrador                     | ? Católico              | 1551                   |
|  | Nicholas Wotton                         | Clérigo y diplomático             | ? Católico              | 1567                   |
|  | Thomas Wriothesley                      | Administrador                     | Católico                | 1550                   |

Pollard escribió que la visión tradicional, de que el equilibrio del grupo de albaceas en la cuestión religiosa se mantuvo deliberadamente para crear un equilibrio, es errónea ya que la exclusión de Stephen Gardiner inclinó la balanza hacia los reformadores evangélicos. MacCulloch considera que en 1550, después de la caída de Somerset, había un equilibrio, pero que los evangélicos maniobraron para alcanzar una posición de superioridad.

## Ley de Tercera Sucesión

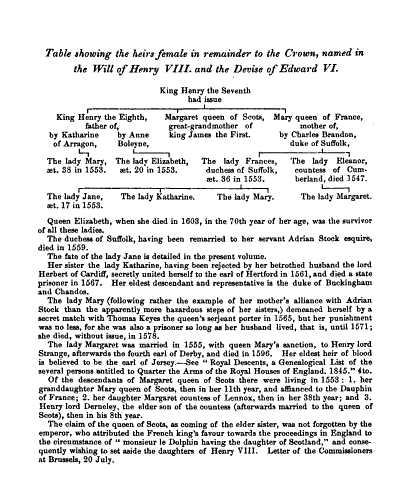
Notas de John Gough Nichols, mostrando el efecto del testamento de Enrique VIII sobre la sucesión al trono de Inglaterra

La posición constitucional del último testamento de Enrique VIII dependía de la Ley de Tercera Sucesión que recibió el asentimiento real en 1544. La Sección VI de la ley establece que la línea de sucesión, si no continuaba por los hijos del rey de sus matrimonios, debería ser regulada por el contenido del último testamento del rey. La redacción es condicional a que el testamento esté firmado por la mano del rey. La cuestión de la firma con "sello seco" se planteó en el contexto de la diplomacia anglo-escocesa, llevada a cabo por Robert Melville en nombre de María, Reina de Escocia, en 1567. Dado que las disposiciones del testamento perjudicaban a todos los pretendientes de la Casa de Estuardo, el punto siguió siendo importante.